# Graniti (métro de Rome)
Graniti est une station de la ligne C du métro de Rome.

## Situation sur le réseau
Établie en aérien, la station Graniti est située sur la ligne C du métro de Rome, après la station Finocchio, en direction de Lodi, et Monte Compatri - Pantano, l'un des terminus de la ligne, lors de l'ouverture de l'exploitation de la section de Parco di Centocelle à Monte Compatri - Pantano.

## Histoire
La station Graniti est mise en service le 9 novembre 2014, lors de l'ouverture à l'exploitation de la section de Parco di Centocelle à Monte Compatri - Pantano.